# الحجارا (الشرية)

تعديل مصدري - تعديل

الحجارا هي إحدى قرى عزلة آل غنيم بمديرية الشرية التابعة لمحافظة البيضاء، بلغ تعداد سكانها 1104 نسمة حسب تعداد اليمن لعام 2004.